# Список станций Гонконгского метрополитена
Ниже представлен список станций Гонконгского метрополитена.

## Бывшая система MTR
| Линия Куньтхон (кит. 觀塘綫, англ. Kwun Tong Line) | Линия Куньтхон (кит. 觀塘綫, англ. Kwun Tong Line) | Линия Куньтхон (кит. 觀塘綫, англ. Kwun Tong Line) | Линия Куньтхон (кит. 觀塘綫, англ. Kwun Tong Line) | Линия Куньтхон (кит. 觀塘綫, англ. Kwun Tong Line) | Линия Куньтхон (кит. 觀塘綫, англ. Kwun Tong Line) | Линия Куньтхон (кит. 觀塘綫, англ. Kwun Tong Line) | Линия Куньтхон (кит. 觀塘綫, англ. Kwun Tong Line) | Линия Куньтхон (кит. 觀塘綫, англ. Kwun Tong Line) |
|                                                    | русский?                                           | путунхуа                                           | английский                                         | иероглифы                                          | Пересадка                                          | Округ                                              | Дата открытия                                      | Примечания                                         |
| -------------------------------------------------- | -------------------------------------------------- | -------------------------------------------------- | -------------------------------------------------- | -------------------------------------------------- | -------------------------------------------------- | -------------------------------------------------- | -------------------------------------------------- | -------------------------------------------------- |
|                                                    | Вампу                                              | Хуанпу                                             | Whampoa                                            | 黃埔                                               |                                                    | Коулун-Сити                                        | 23 октября 2016                                    |                                                    |
|                                                    | Хоманьтхинь                                        | Хэвэньтянь                                         | Ho Man Tin                                         | 何文田                                             |                                                    | Коулун-Сити                                        | 23 октября 2016                                    |                                                    |
|                                                    | Яуматэй                                            | Юмади                                              | Yau Ma Tei                                         | 油麻地                                             | Линия Чхюньвань                                    | Яучимвон                                           | 31 декабря 1979                                    |                                                    |
|                                                    | Вонкок                                             | Ванцзяо                                            | Mong Kok                                           | 旺角                                               | Линия Чхюньвань                                    | Яучимвон                                           | 31 декабря 1979                                    |                                                    |
|                                                    | Принс-Эдуард                                       | Тайцзы                                             | Prince Edward                                      | 太子                                               | Линия Чхюньвань                                    | Яучимвон                                           | 31 декабря 1979                                    |                                                    |
|                                                    | Сэккипмэй                                          | Шисявэй                                            | Shek Kip Mei                                       | 石硤尾                                             |                                                    | Самсёйпоу                                          | 1 октября 1979                                     |                                                    |
|                                                    | Коулун-Тхон                                        | Цзюлунтан                                          | Kowloon Tong                                       | 九龍塘                                             | Восточная линия                                    | Коулун-Сити                                        | 1 октября 1979                                     |                                                    |
|                                                    | Локфу                                              | Лэфу                                               | Lok Fu                                             | 樂富                                               |                                                    | Вонтайсинь                                         | 1 октября 1979                                     |                                                    |
|                                                    | Вонтайсинь                                         | Хуандасянь                                         | Wong Tai Sin                                       | 黃大仙                                             |                                                    | Вонтайсинь                                         | 1 октября 1979                                     |                                                    |
|                                                    | Даймонд-Хилл                                       | Цзуаньшишань                                       | Diamond Hill                                       | 鑽石山                                             |                                                    | Вонтайсинь                                         | 1 октября 1979                                     |                                                    |
|                                                    | Чхойхун                                            | Цайхун                                             | Choi Hung                                          | 彩虹                                               |                                                    | Вонтайсинь                                         | 1 октября 1979                                     |                                                    |
|                                                    | Коулун-Бей                                         | Цзюлунвань                                         | Kowloon Bay                                        | 九龍灣                                             |                                                    | Куньтхон                                           | 1 октября 1979                                     |                                                    |
|                                                    | Нгаутхаукок                                        | Нютоуцзяо                                          | Ngau Tau Kok                                       | 牛頭角                                             |                                                    | Куньтхон                                           | 1 октября 1979                                     |                                                    |
|                                                    | Куньтхон                                           | Гуаньтан                                           | Kwun Tong                                          | 觀塘                                               |                                                    | Куньтхон                                           | 1 октября 1979                                     |                                                    |
|                                                    | Ламтхинь                                           | Ланьтянь                                           | Lam Tin                                            | 藍田                                               |                                                    | Куньтхон                                           | 9 августа 1989                                     |                                                    |
|                                                    | Яутхон                                             | Ютан                                               | Yau Tong                                           | 油塘                                               | Линия Чёнкуаньоу                                   | Куньтхон                                           | 4 августа 2002                                     |                                                    |
|                                                    | Тхиукинлэн                                         | Тяоцзинлин                                         | Tiu Keng Leng                                      | 調景嶺                                             | Линия Чёнкуаньоу                                   | Сайкун                                             | 18 августа 2002                                    |                                                    |

| Линия Чхюньвань (кит. 荃灣綫, англ. Tsuen Wan Line) | Линия Чхюньвань (кит. 荃灣綫, англ. Tsuen Wan Line) | Линия Чхюньвань (кит. 荃灣綫, англ. Tsuen Wan Line) | Линия Чхюньвань (кит. 荃灣綫, англ. Tsuen Wan Line) | Линия Чхюньвань (кит. 荃灣綫, англ. Tsuen Wan Line) | Линия Чхюньвань (кит. 荃灣綫, англ. Tsuen Wan Line) | Линия Чхюньвань (кит. 荃灣綫, англ. Tsuen Wan Line) | Линия Чхюньвань (кит. 荃灣綫, англ. Tsuen Wan Line) | Линия Чхюньвань (кит. 荃灣綫, англ. Tsuen Wan Line) |
|                                                     | русский?                                            | путунхуа                                            | английский                                          | иероглифы                                           | Пересадка                                           | Округ                                               | Дата открытия                                       | Примечания                                          |
| --------------------------------------------------- | --------------------------------------------------- | --------------------------------------------------- | --------------------------------------------------- | --------------------------------------------------- | --------------------------------------------------- | --------------------------------------------------- | --------------------------------------------------- | --------------------------------------------------- |
|                                                     | Сентрал                                             | Чжунхуань                                           | Central                                             | 中環                                                | Линия Айленд Линия Тунчхун Линия Аэропорт-экспресс  | Центральный и Западный                              | 12 февраля 1980                                     | изначально принадлежали линии Куньтхон              |
|                                                     | Адмиралти                                           | Цзиньчжун                                           | Admiralty                                           | 金鐘                                                | Линия Айленд Линия Саут-Айленд                      | Центральный и Западный                              | 12 февраля 1980                                     | изначально принадлежали линии Куньтхон              |
|                                                     | Чимсачёй                                            | Цзяньшацзуй                                         | Tsim Sha Tsui                                       | 尖沙咀                                              | Западная линия                                      | Яучимвон                                            | 31 декабря 1979                                     | изначально принадлежали линии Куньтхон              |
|                                                     | Джордан                                             | Цзодунь                                             | Jordan                                              | 佐敦                                                |                                                     | Яучимвон                                            | 31 декабря 1979                                     | изначально принадлежали линии Куньтхон              |
|                                                     | Яуматэй                                             | Юмади                                               | Yau Ma Tei                                          | 油麻地                                              | Линия Куньтхон                                      | Яучимвон                                            | 10 мая 1982                                         |                                                     |
|                                                     | Вонкок                                              | Ванцзяо                                             | Mong Kok                                            | 旺角                                                | Линия Куньтхон                                      | Яучимвон                                            | 10 мая 1982                                         |                                                     |
|                                                     | Принс-Эдуард                                        | Тайцзы                                              | Prince Edward                                       | 太子                                                | Линия Куньтхон                                      | Яучимвон                                            | 10 мая 1982                                         |                                                     |
|                                                     | Самсёйпоу                                           | Шэньшуйбу                                           | Sham Shui Po                                        | 深水埗                                              |                                                     | Самсёйпоу                                           | 17 мая 1982                                         |                                                     |
|                                                     | Чхёнсавань                                          | Чаншавань                                           | Cheung Sha Wan                                      | 長沙灣                                              |                                                     | Самсёйпоу                                           | 17 мая 1982                                         |                                                     |
|                                                     | Лайчикок                                            | Личжицзяо                                           | Lai Chi Kok                                         | 荔枝角                                              |                                                     | Самсёйпоу                                           | 17 мая 1982                                         |                                                     |
|                                                     | Мэйфу                                               | Мэйфу                                               | Mei Foo                                             | 美孚                                                | Западная линия                                      | Самсёйпоу                                           | 17 мая 1982                                         |                                                     |
|                                                     | Лайкин                                              | Лицзин                                              | Lai King                                            | 荔景                                                | Линия Тунчхун                                       | Кхуайчхин                                           | 10 мая 1982                                         |                                                     |
|                                                     | Кхуайфон                                            | Куйфан                                              | Kwai Fong                                           | 葵芳                                                |                                                     | Кхуайчхин                                           | 10 мая 1982                                         |                                                     |
|                                                     | Кхуайхин                                            | Куйсин                                              | Kwai Hing                                           | 葵興                                                |                                                     | Кхуайчхин                                           | 10 мая 1982                                         |                                                     |
|                                                     | Тайвохау                                            | Давокоу                                             | Tai Wo Hau                                          | 大窩口                                              |                                                     | Чхюньвань                                           | 10 мая 1982                                         |                                                     |
|                                                     | Чхюньвань                                           | Цюаньвань                                           | Tsuen Wan                                           | 荃灣                                                |                                                     | Чхюньвань                                           | 10 мая 1982                                         |                                                     |

| Линия Айленд (кит. 港島綫, англ. Island Line) | Линия Айленд (кит. 港島綫, англ. Island Line) | Линия Айленд (кит. 港島綫, англ. Island Line) | Линия Айленд (кит. 港島綫, англ. Island Line) | Линия Айленд (кит. 港島綫, англ. Island Line) | Линия Айленд (кит. 港島綫, англ. Island Line)         | Линия Айленд (кит. 港島綫, англ. Island Line) | Линия Айленд (кит. 港島綫, англ. Island Line) | Линия Айленд (кит. 港島綫, англ. Island Line) |
|                                               | русский?                                      | путунхуа                                      | английский                                    | иероглифы                                     | Пересадка                                             | Округ                                         | Дата открытия                                 | Примечания                                    |
| --------------------------------------------- | --------------------------------------------- | --------------------------------------------- | --------------------------------------------- | --------------------------------------------- | ----------------------------------------------------- | --------------------------------------------- | --------------------------------------------- | --------------------------------------------- |
|                                               | Кеннеди-Таун                                  | Цзяньнидичэн                                  | Kennedy Town                                  | 堅尼地城                                      |                                                       | Центральный и Западный                        | 28 декабря 2014                               |                                               |
|                                               | Гонконгский университет                       | Сянган Дасюэ                                  | HKU (Hong Kong University)                    | 香港大學                                      |                                                       | Центральный и Западный                        | 28 декабря 2014                               |                                               |
|                                               | Сайинпхунь                                    | Сиинпань                                      | Sai Ying Pun                                  | 西營盤                                        |                                                       | Центральный и Западный                        | 29 марта 2015                                 |                                               |
|                                               | Сёнвань                                       | Шанхуань                                      | Sheung Wan                                    | 上環                                          |                                                       | Центральный и Западный                        | 23 мая 1986                                   |                                               |
|                                               | Сентрал                                       | Чжунхуань                                     | Central                                       | 中環                                          | Линия Чхюньвань Линия Тунчхун Линия Аэропорт-экспресс | Центральный и Западный                        | 23 мая 1986                                   |                                               |
|                                               | Адмиралти                                     | Цзиньчжун                                     | Admiralty                                     | 金鐘                                          | Линия Чхюньвань Линия Саут-Айленд                     | Центральный и Западный                        | 23 мая 1986                                   |                                               |
|                                               | Ваньчай                                       | Ваньцзай                                      | Wan Chai                                      | 灣仔                                          |                                                       | Ваньчай                                       | 31 мая 1985                                   |                                               |
|                                               | Козуэй-Бей                                    | Тунловань                                     | Causeway Bay                                  | 銅鑼灣                                        |                                                       | Ваньчай                                       | 31 мая 1985                                   |                                               |
|                                               | Тхиньхау                                      | Тяньхоу                                       | Tin Hau                                       | 天后                                          |                                                       | Восточный                                     | 31 мая 1985                                   |                                               |
|                                               | Фортресс-Хилл                                 | Паотайшань                                    | Fortress Hill                                 | 炮台山                                        |                                                       | Восточный                                     | 31 мая 1985                                   |                                               |
|                                               | Норт-Пойнт                                    | Бэйцзяо                                       | North Point                                   | 北角                                          | Линия Чёнкуаньоу                                      | Восточный                                     | 31 мая 1985                                   |                                               |
|                                               | Куорри-Бей                                    | Цзэюйчун                                      | Quarry Bay                                    | 鰂魚涌                                        | Линия Чёнкуаньоу                                      | Восточный                                     | 31 мая 1985                                   |                                               |
|                                               | Тхайку                                        | Тайгу                                         | Tai Koo                                       | 太古                                          |                                                       | Восточный                                     | 31 мая 1985                                   |                                               |
|                                               | Сайваньхо                                     | Сиваньхэ                                      | Sai Wan Ho                                    | 西灣河                                        |                                                       | Восточный                                     | 31 мая 1985                                   |                                               |
|                                               | Саукэйвань                                    | Шаоцзивань                                    | Shau Kei Wan                                  | 筲箕灣                                        |                                                       | Восточный                                     | 31 мая 1985                                   |                                               |
|                                               | Ханфачхюнь                                    | Синхуацунь                                    | Heng Fa Chuen                                 | 杏花邨                                        |                                                       | Восточный                                     | 31 мая 1985                                   |                                               |
|                                               | Чхайвань                                      | Чайвань                                       | Chai Wan                                      | 柴灣                                          |                                                       | Восточный                                     | 31 мая 1985                                   |                                               |

| Линия Тунчхун (кит. 東涌綫, англ. Tung Chung Line) | Линия Тунчхун (кит. 東涌綫, англ. Tung Chung Line) | Линия Тунчхун (кит. 東涌綫, англ. Tung Chung Line) | Линия Тунчхун (кит. 東涌綫, англ. Tung Chung Line) | Линия Тунчхун (кит. 東涌綫, англ. Tung Chung Line) | Линия Тунчхун (кит. 東涌綫, англ. Tung Chung Line)   | Линия Тунчхун (кит. 東涌綫, англ. Tung Chung Line) | Линия Тунчхун (кит. 東涌綫, англ. Tung Chung Line) | Линия Тунчхун (кит. 東涌綫, англ. Tung Chung Line) |
|                                                    | русский?                                           | путунхуа                                           | английский                                         | иероглифы                                          | Пересадка                                            | Округ                                              | Дата открытия                                      | Примечания                                         |
| -------------------------------------------------- | -------------------------------------------------- | -------------------------------------------------- | -------------------------------------------------- | -------------------------------------------------- | ---------------------------------------------------- | -------------------------------------------------- | -------------------------------------------------- | -------------------------------------------------- |
|                                                    | Гонконг                                            | Сянган                                             | Hong Kong                                          | 香港                                               | Линия Аэропорт-экспресс Линия Чхюньвань Линия Айленд | Центральный и Западный                             | 21 июня 1998                                       |                                                    |
|                                                    | Коулун                                             | Цзюлун                                             | Kowloon                                            | 九龍                                               | Линия Аэропорт-экспресс                              | Яучимвон                                           | 21 июня 1998                                       |                                                    |
|                                                    | Олимпик                                            | Аоюнь                                              | Olympic                                            | 奧運                                               |                                                      | Яучимвон                                           | 21 июня 1998                                       |                                                    |
|                                                    | Намчхён                                            | Наньчан                                            | Nam Cheong                                         | 南昌                                               | Западная линия                                       | Самсёйпоу                                          | 20 декабря 2003                                    |                                                    |
|                                                    | Лайкин                                             | Лицзин                                             | Lai King                                           | 荔景                                               | Линия Чхюньвань                                      | Кхуайчхин                                          | 21 июня 1998                                       |                                                    |
|                                                    | Чхинъи                                             | Цинъи                                              | Tsing Yi                                           | 青衣                                               | Линия Аэропорт-экспресс                              | Кхуайчхин                                          | 21 июня 1998                                       |                                                    |
|                                                    | Санни-Бей                                          | Синьао                                             | Sunny Bay                                          | 欣澳                                               | Линия Диснейленд-Резорт                              | Чхюньвань                                          | 1 июня 2005                                        |                                                    |
|                                                    | Тунчхун                                            | Дунчун                                             | Tung Chung                                         | 東涌                                               |                                                      | Айлендс                                            | 21 июня 1998                                       |                                                    |

| Линия Аэропорт-экспресс (кит. 機場快綫, англ. Airport Express) | Линия Аэропорт-экспресс (кит. 機場快綫, англ. Airport Express) | Линия Аэропорт-экспресс (кит. 機場快綫, англ. Airport Express) | Линия Аэропорт-экспресс (кит. 機場快綫, англ. Airport Express) | Линия Аэропорт-экспресс (кит. 機場快綫, англ. Airport Express) | Линия Аэропорт-экспресс (кит. 機場快綫, англ. Airport Express) | Линия Аэропорт-экспресс (кит. 機場快綫, англ. Airport Express) | Линия Аэропорт-экспресс (кит. 機場快綫, англ. Airport Express) | Линия Аэропорт-экспресс (кит. 機場快綫, англ. Airport Express) |
|                                                                | русский?                                                       | путунхуа                                                       | английский                                                     | иероглифы                                                      | Пересадка                                                      | Округ                                                          | Дата открытия                                                  | Примечания                                                     |
| -------------------------------------------------------------- | -------------------------------------------------------------- | -------------------------------------------------------------- | -------------------------------------------------------------- | -------------------------------------------------------------- | -------------------------------------------------------------- | -------------------------------------------------------------- | -------------------------------------------------------------- | -------------------------------------------------------------- |
|                                                                | Гонконг                                                        | Сянган                                                         | Hong Kong                                                      | 香港                                                           | Линия Тунчхун Линия Чхюньвань Линия Айленд                     | Центральный и Западный                                         | 6 июля 1998                                                    |                                                                |
|                                                                | Коулун                                                         | Цзюлун                                                         | Kowloon                                                        | 九龍                                                           | Линия Тунчхун                                                  | Яучимвон                                                       | 6 июля 1998                                                    |                                                                |
|                                                                | Чхинъи                                                         | Цинъи                                                          | Tsing Yi                                                       | 青衣                                                           | Линия Тунчхун                                                  | Кхуайчхин                                                      | 6 июля 1998                                                    |                                                                |
|                                                                | Аэропорт                                                       | Цзичан                                                         | Airport                                                        | 機場                                                           |                                                                | Айлендс                                                        | 6 июля 1998                                                    |                                                                |
|                                                                | Азия-Уорлд-Экспо                                               | Боланьгуань                                                    | AsiaWorld-Expo                                                 | 博覽館                                                         |                                                                | Айлендс                                                        | 20 декабря 2005                                                |                                                                |

| Линия Чёнкуаньоу (кит. 將軍澳綫, англ. Tseung Kwan O Line) | Линия Чёнкуаньоу (кит. 將軍澳綫, англ. Tseung Kwan O Line) | Линия Чёнкуаньоу (кит. 將軍澳綫, англ. Tseung Kwan O Line) | Линия Чёнкуаньоу (кит. 將軍澳綫, англ. Tseung Kwan O Line) | Линия Чёнкуаньоу (кит. 將軍澳綫, англ. Tseung Kwan O Line) | Линия Чёнкуаньоу (кит. 將軍澳綫, англ. Tseung Kwan O Line) | Линия Чёнкуаньоу (кит. 將軍澳綫, англ. Tseung Kwan O Line) | Линия Чёнкуаньоу (кит. 將軍澳綫, англ. Tseung Kwan O Line) | Линия Чёнкуаньоу (кит. 將軍澳綫, англ. Tseung Kwan O Line) |
|                                                            | русский?                                                   | путунхуа                                                   | английский                                                 | иероглифы                                                  | Пересадка                                                  | Округ                                                      | Дата открытия                                              | Примечания                                                 |
| ---------------------------------------------------------- | ---------------------------------------------------------- | ---------------------------------------------------------- | ---------------------------------------------------------- | ---------------------------------------------------------- | ---------------------------------------------------------- | ---------------------------------------------------------- | ---------------------------------------------------------- | ---------------------------------------------------------- |
|                                                            | Норт-Пойнт                                                 | Бэйцзяо                                                    | North Point                                                | 北角                                                       | Линия Айленд                                               | Восточный                                                  | 27 сентября 2001                                           | изначально принадлежали линии Куньтхон                     |
|                                                            | Куорри-Бей                                                 | Цзэюйчун                                                   | Quarry Bay                                                 | 鰂魚涌                                                     | Линия Айленд                                               | Восточный                                                  | 6 августа 1989                                             | изначально принадлежали линии Куньтхон                     |
|                                                            | Яутхон                                                     | Ютан                                                       | Yau Tong                                                   | 油塘                                                       | Линия Куньтхон                                             | Куньтхон                                                   | 4 августа 2002                                             |                                                            |
|                                                            | Тхиукинлэн                                                 | Тяоцзинлин                                                 | Tiu Keng Leng                                              | 調景嶺                                                     | Линия Куньтхон                                             | Сайкун                                                     | 18 августа 2002                                            |                                                            |
|                                                            | Чёнкуаньоу                                                 | Цзянцзюньао                                                | Tseung Kwan O                                              | 將軍澳                                                     |                                                            | Сайкун                                                     | 18 августа 2002                                            |                                                            |
|                                                            | Ханхау                                                     | Кэнкоу                                                     | Hang Hau                                                   | 坑口                                                       |                                                            | Сайкун                                                     | 18 августа 2002                                            |                                                            |
|                                                            | Поулам                                                     | Баолинь                                                    | Po Lam                                                     | 寶琳                                                       |                                                            | Сайкун                                                     | 18 августа 2002                                            |                                                            |
|                                                            | ЛОХАС-Парк                                                 | Канчэн                                                     | LOHAS Park                                                 | 康城                                                       |                                                            | Сайкун                                                     | 26 июля 2009                                               |                                                            |

| Линия Диснейленд-Резорт (кит. 迪士尼綫, англ. Disneyland Resort Line) | Линия Диснейленд-Резорт (кит. 迪士尼綫, англ. Disneyland Resort Line) | Линия Диснейленд-Резорт (кит. 迪士尼綫, англ. Disneyland Resort Line) | Линия Диснейленд-Резорт (кит. 迪士尼綫, англ. Disneyland Resort Line) | Линия Диснейленд-Резорт (кит. 迪士尼綫, англ. Disneyland Resort Line) | Линия Диснейленд-Резорт (кит. 迪士尼綫, англ. Disneyland Resort Line) | Линия Диснейленд-Резорт (кит. 迪士尼綫, англ. Disneyland Resort Line) | Линия Диснейленд-Резорт (кит. 迪士尼綫, англ. Disneyland Resort Line) | Линия Диснейленд-Резорт (кит. 迪士尼綫, англ. Disneyland Resort Line) |
|                                                                       | русский?                                                              | путунхуа                                                              | английский                                                            | иероглифы                                                             | Пересадка                                                             | Округ                                                                 | Дата открытия                                                         | Примечания                                                            |
| --------------------------------------------------------------------- | --------------------------------------------------------------------- | --------------------------------------------------------------------- | --------------------------------------------------------------------- | --------------------------------------------------------------------- | --------------------------------------------------------------------- | --------------------------------------------------------------------- | --------------------------------------------------------------------- | --------------------------------------------------------------------- |
|                                                                       | Санни-Бей                                                             | Синьао                                                                | Sunny Bay                                                             | 欣澳                                                                  | Линия Тунчхун                                                         | Чхюньвань                                                             | 1 августа 2005                                                        |                                                                       |
|                                                                       | Диснейленд-Резорт                                                     | Дишини                                                                | Disneyland Resort                                                     | 迪士尼                                                                |                                                                       | Чхюньвань                                                             | 1 августа 2005                                                        |                                                                       |

| Линия Саут-Айленд (кит. 南港島綫, англ. South Island Line) | Линия Саут-Айленд (кит. 南港島綫, англ. South Island Line) | Линия Саут-Айленд (кит. 南港島綫, англ. South Island Line) | Линия Саут-Айленд (кит. 南港島綫, англ. South Island Line) | Линия Саут-Айленд (кит. 南港島綫, англ. South Island Line) | Линия Саут-Айленд (кит. 南港島綫, англ. South Island Line) | Линия Саут-Айленд (кит. 南港島綫, англ. South Island Line) | Линия Саут-Айленд (кит. 南港島綫, англ. South Island Line) | Линия Саут-Айленд (кит. 南港島綫, англ. South Island Line) |
|                                                            | русский?                                                   | путунхуа                                                   | английский                                                 | иероглифы                                                  | Пересадка                                                  | Округ                                                      | Дата открытия                                              | Примечания                                                 |
| ---------------------------------------------------------- | ---------------------------------------------------------- | ---------------------------------------------------------- | ---------------------------------------------------------- | ---------------------------------------------------------- | ---------------------------------------------------------- | ---------------------------------------------------------- | ---------------------------------------------------------- | ---------------------------------------------------------- |
|                                                            | Адмиралти                                                  | Цзиньчжун                                                  | Admiralty                                                  | 金鐘                                                       | Линия Чхюньвань Линия Айленд                               | Центральный и Западный                                     | 28 декабря 2016                                            |                                                            |
|                                                            | Ошен-Парк                                                  | Хайян гунъюань                                             | Ocean Park                                                 | 海洋公園                                                   |                                                            | Южный                                                      | 28 декабря 2016                                            |                                                            |
|                                                            | Вончукхан                                                  | Хуанчжукэн                                                 | Wong Chuk Hang                                             | 黃竹坑                                                     |                                                            | Южный                                                      | 28 декабря 2016                                            |                                                            |
|                                                            | Лэйтун                                                     | Лидун                                                      | Lee Tung                                                   | 利東                                                       |                                                            | Южный                                                      | 28 декабря 2016                                            |                                                            |
|                                                            | Саут-Хорайзонс                                             | Хайибаньдао                                                | South Horizons                                             | 海怡半島                                                   |                                                            | Южный                                                      | 28 декабря 2016                                            |                                                            |

## Бывшая система KCR
| Восточная линия (кит. 東鐵綫, англ. East Rail Line) | Восточная линия (кит. 東鐵綫, англ. East Rail Line) | Восточная линия (кит. 東鐵綫, англ. East Rail Line) | Восточная линия (кит. 東鐵綫, англ. East Rail Line) | Восточная линия (кит. 東鐵綫, англ. East Rail Line) | Восточная линия (кит. 東鐵綫, англ. East Rail Line) | Восточная линия (кит. 東鐵綫, англ. East Rail Line) | Восточная линия (кит. 東鐵綫, англ. East Rail Line) | Восточная линия (кит. 東鐵綫, англ. East Rail Line) |
|                                                     | русский?                                            | путунхуа                                            | английский                                          | иероглифы                                           | Пересадка                                           | Округ                                               | Дата открытия                                       | Примечания                                          |
| --------------------------------------------------- | --------------------------------------------------- | --------------------------------------------------- | --------------------------------------------------- | --------------------------------------------------- | --------------------------------------------------- | --------------------------------------------------- | --------------------------------------------------- | --------------------------------------------------- |
|                                                     | Хунхам                                              | Хункань                                             | Hung Hom                                            | 紅磡                                                | Западная линия                                      | Яучимвон                                            | 30 ноября 1975                                      |                                                     |
|                                                     | Вонкок-Ист                                          | Ванцзяодун                                          | Mong Kok East                                       | 旺角東                                              |                                                     | Яучимвон                                            | 12 февраля 1969                                     |                                                     |
|                                                     | Коулун-Тхон                                         | Цзюлунтан                                           | Kowloon Tong                                        | 九龍塘                                              | Линия Куньтхон                                      | Коулун-Сити                                         | 4 мая 1982                                          |                                                     |
|                                                     | Тайвай                                              | Давэй                                               | Tai Wai                                             | 大圍                                                | Линия Маоньсань                                     | Сатхинь                                             | 15 августа 1983                                     |                                                     |
|                                                     | Сатхинь                                             | Шатянь                                              | Sha Tin                                             | 沙田                                                |                                                     | Сатхинь                                             | 12 февраля 1980                                     |                                                     |
|                                                     | Фотхань                                             | Хотань                                              | Fo Tan                                              | 火炭                                                |                                                     | Сатхинь                                             | 15 февраля 1985                                     |                                                     |
|                                                     | Рейскорс                                            | Мачан                                               | Racecourse                                          | 馬場                                                |                                                     | Сатхинь                                             | 1 октября 1980                                      |                                                     |
|                                                     | Университет                                         | Дасюэ                                               | University                                          | 大學                                                |                                                     | Сатхинь                                             | 24 сентября 1956                                    |                                                     |
|                                                     | Тайпоу-маркет                                       | Дабусюй                                             | Tai Po Market                                       | 大埔墟                                              |                                                     | Тайпоу                                              | 7 апреля 1983                                       |                                                     |
|                                                     | Тхайво                                              | Тайхэ                                               | Tai Wo                                              | 太和                                                |                                                     | Тайпоу                                              | 9 мая 1989                                          |                                                     |
|                                                     | Фаньлэн                                             | Фэньлин                                             | Fanling                                             | 粉嶺                                                |                                                     | Северный                                            | 1 октября 1910                                      |                                                     |
|                                                     | Сёнсёй                                              | Шаншуй                                              | Sheung Shui                                         | 上水                                                |                                                     | Северный                                            | 16 мая 1930                                         |                                                     |
|                                                     | Лову                                                | Лоху                                                | Lo Wu                                               | 羅湖                                                |                                                     | Северный                                            | 14 октября 1949                                     |                                                     |
|                                                     | Локмачау                                            | Ломачжоу                                            | Lok Ma Chau                                         | 落馬洲                                              |                                                     | Юньлон                                              | 15 августа 2007                                     |                                                     |

| Линия Маоньсань (кит. 馬鞍山綫, англ. Ma On Shan Line) | Линия Маоньсань (кит. 馬鞍山綫, англ. Ma On Shan Line) | Линия Маоньсань (кит. 馬鞍山綫, англ. Ma On Shan Line) | Линия Маоньсань (кит. 馬鞍山綫, англ. Ma On Shan Line) | Линия Маоньсань (кит. 馬鞍山綫, англ. Ma On Shan Line) | Линия Маоньсань (кит. 馬鞍山綫, англ. Ma On Shan Line) | Линия Маоньсань (кит. 馬鞍山綫, англ. Ma On Shan Line) | Линия Маоньсань (кит. 馬鞍山綫, англ. Ma On Shan Line) | Линия Маоньсань (кит. 馬鞍山綫, англ. Ma On Shan Line) |
|                                                        | русский?                                               | путунхуа                                               | английский                                             | иероглифы                                              | Пересадка                                              | Округ                                                  | Дата открытия                                          | Примечания                                             |
| ------------------------------------------------------ | ------------------------------------------------------ | ------------------------------------------------------ | ------------------------------------------------------ | ------------------------------------------------------ | ------------------------------------------------------ | ------------------------------------------------------ | ------------------------------------------------------ | ------------------------------------------------------ |
|                                                        | Вукхайса                                               | Усиша                                                  | Wu Kai Sha                                             | 烏溪沙                                                 |                                                        | Сатхинь                                                | 21 декабря 2004                                        |                                                        |
|                                                        | Маоньсань                                              | Мааньшань                                              | Ma On Shan                                             | 馬鞍山                                                 |                                                        | Сатхинь                                                | 21 декабря 2004                                        |                                                        |
|                                                        | Ханъон                                                 | Хэнъань                                                | Heng On                                                | 恆安                                                   |                                                        | Сатхинь                                                | 21 декабря 2004                                        |                                                        |
|                                                        | Тайсёйхан                                              | Дашуйкэн                                               | Tai Shui Hang                                          | 大水坑                                                 |                                                        | Сатхинь                                                | 21 декабря 2004                                        |                                                        |
|                                                        | Сэкмунь                                                | Шимэнь                                                 | Shek Mun                                               | 石門                                                   |                                                        | Сатхинь                                                | 21 декабря 2004                                        |                                                        |
|                                                        | Сити-Уан                                               | Диичэн                                                 | City One                                               | 第一城                                                 |                                                        | Сатхинь                                                | 21 декабря 2004                                        |                                                        |
|                                                        | Сатхиньвай                                             | Шатяньвэй                                              | Sha Tin Wai                                            | 沙田圍                                                 |                                                        | Сатхинь                                                | 21 декабря 2004                                        |                                                        |
|                                                        | Чхекун-Темпл                                           | Чэгунмяо                                               | Che Kung Temple                                        | 車公廟                                                 |                                                        | Сатхинь                                                | 21 декабря 2004                                        |                                                        |
|                                                        | Тайвай                                                 | Давэй                                                  | Tai Wai                                                | 大圍                                                   | Восточная линия                                        | Сатхинь                                                | 21 декабря 2004                                        |                                                        |
|                                                        | Хинькин                                                | Сяньцзин                                               | Hin Keng                                               | 顯徑                                                   |                                                        | Сатхинь                                                | 14 февраля 2020                                        |                                                        |
|                                                        | Даймонд-Хилл                                           | Цзуаньшишань                                           | Diamond Hill                                           | 鑽石山                                                 | Линия Куньтхон                                         | Вонтайсинь                                             | 14 февраля 2020                                        |                                                        |
|                                                        | Кхайтак                                                | Цидэ                                                   | Kai Tak                                                | 啟德                                                   |                                                        | Коулун-Сити                                            | 14 февраля 2020                                        |                                                        |

| Западная линия (кит. 西鐵綫, англ. West Rail Line) | Западная линия (кит. 西鐵綫, англ. West Rail Line) | Западная линия (кит. 西鐵綫, англ. West Rail Line) | Западная линия (кит. 西鐵綫, англ. West Rail Line) | Западная линия (кит. 西鐵綫, англ. West Rail Line) | Западная линия (кит. 西鐵綫, англ. West Rail Line) | Западная линия (кит. 西鐵綫, англ. West Rail Line) | Западная линия (кит. 西鐵綫, англ. West Rail Line) | Западная линия (кит. 西鐵綫, англ. West Rail Line) |
|                                                    | русский?                                           | путунхуа                                           | английский                                         | иероглифы                                          | Пересадка                                          | Округ                                              | Дата открытия                                      | Примечания                                         |
| -------------------------------------------------- | -------------------------------------------------- | -------------------------------------------------- | -------------------------------------------------- | -------------------------------------------------- | -------------------------------------------------- | -------------------------------------------------- | -------------------------------------------------- | -------------------------------------------------- |
|                                                    | Хунхам                                             | Хункань                                            | Hung Hom                                           | 紅磡                                               | Восточная линия                                    | Яучимвон                                           | 16 августа 2009                                    |                                                    |
|                                                    | Ист-Чимсачёй                                       | Цзяньдун                                           | East Tsim Sha Tsui                                 | 尖東                                               | Линия Чхюньвань                                    | Яучимвон                                           | 16 августа 2009                                    | изначально принадлежала к Восточной линии          |
|                                                    | Остин                                              | Кешидянь                                           | Austin                                             | 柯士甸                                             |                                                    | Яучимвон                                           | 16 августа 2009                                    |                                                    |
|                                                    | Намчхён                                            | Наньчан                                            | Nam Cheong                                         | 南昌                                               | Линия Тунчхун                                      | Самсёйпоу                                          | 20 декабря 2003                                    |                                                    |
|                                                    | Мэйфу                                              | Мэйфу                                              | Mei Foo                                            | 美孚                                               | Линия Чхюньвань                                    | Самсёйпоу                                          | 20 декабря 2003                                    |                                                    |
|                                                    | Чхюньвань-Уэст                                     | Цюаньваньси                                        | Tsuen Wan West                                     | 荃灣西                                             |                                                    | Чхюньвань                                          | 20 декабря 2003                                    |                                                    |
|                                                    | Камсён-Роуд                                        | Цзиньшанлу                                         | Kam Sheung Road                                    | 錦上路                                             |                                                    | Юньлон                                             | 20 декабря 2003                                    |                                                    |
|                                                    | Юньлон                                             | Юаньлан                                            | Yuen Long                                          | 元朗                                               |                                                    | Юньлон                                             | 20 декабря 2003                                    |                                                    |
|                                                    | Лонпхин                                            | Ланпин                                             | Long Ping                                          | 朗屏                                               |                                                    | Юньлон                                             | 20 декабря 2003                                    |                                                    |
|                                                    | Тхиньсёйвай                                        | Тяньшуйвэй                                         | Tin Shui Wai                                       | 天水圍                                             |                                                    | Юньлон                                             | 20 декабря 2003                                    |                                                    |
|                                                    | Сиухон                                             | Чжаокан                                            | Siu Hong                                           | 兆康                                               |                                                    | Тхюньмунь                                          | 20 декабря 2003                                    |                                                    |
|                                                    | Тхюньмунь                                          | Туньмэнь                                           | Tuen Mun                                           | 屯門                                               |                                                    | Тхюньмунь                                          | 20 декабря 2003                                    |                                                    |